# 老鹰山街道
老鹰山街道，是中华人民共和国贵州省六盤水市水城区下辖的一个街道办事处。
2013年5月21日，贵州省人民政府批复同意将钟山区老鹰山镇整建制划归水城县管辖。
2015年6月4日，贵州省人民政府批复同意水城县乡镇行政区划调整，新设置的老鹰山街道辖原老鹰山镇地域，街道办事处驻石河村。

## 行政区划
老鹰山街道下辖以下地区：
老选社区、老矿社区、小河经济开发公司社区、观音山矿社区、老鹰山社区、水钢金河公司社区、观音山社区村、陆家坝社区村、木桥社区村、石板河社区村、中坡社区村、石河社区村和仁活洞社区村。